# Rahon (Jura)
Rahon – miejscowość i gmina we Francji, w regionie Burgundia-Franche-Comté, w departamencie Jura.
Według danych na rok 1990 gminę zamieszkiwały 444 osoby, a gęstość zaludnienia wynosiła 23 osoby/km² (wśród 1786 gmin Franche-Comté Rahon plasuje się na 349. miejscu pod względem liczby ludności, natomiast pod względem powierzchni na miejscu 122.).